# Habib El Malki
Habib El Malki (ar. لحبيب المالكي ur. 15 kwietnia 1946 w Boujad w Maroku) – marokański polityk, przewodniczący Izby Reprezentantów. W latach 2002–2007 był ministrem edukacji narodowej, kształcenia zawodowego, szkolnictwa wyższego i badań naukowych w rządzie Driss Jettou, a w latach 1998–2000 ministrem rolnictwa i rybołówstwa, rozwoju rolnego, gospodarki wodnej i leśnictwa w rządzie Abderrahman el-Yousfi.

## Biografia
Habib El Malki urodził się 15 kwietnia 1946 roku w Boujad (Bejaâd) w prowincji Churibka w Maroku. Jest przewodniczącym grupy badawczej ds. Morza Śródziemnego i prezesem Moroccan Center of Conjuncture (CMC). Malki jest także profesorem ekonomii na Uniwersytecie w Rabacie.
W listopadzie 1992 roku został członkiem Academy of the Kingdom of Morocco.
Malki pracował m.in. w UNESCO, Organizacji Współpracy Gospodarczej i Rozwoju (OECD), Światowej Organizacji Zdrowia (WHO) oraz Międzynarodowym Funduszu Rozwoju Rolnictwa (IFAD).

### Działalność polityczna
12 listopada 1990 roku został powołany przez króla Hassana II na stanowisko sekretarza generalnego Krajowej Rady ds. Młodzieży i Przyszłości. Stanowisko to piastował do 2000 roku.
W 1993 roku został wybrany do Izby Reprezentantów z okręgu Churibka z list Unii Socjalistycznej (Union Socialiste des Forces Populaires). W następnych latach uzyskał reelekcję w wyborach w 2002, 2007, 2011 i 2016 roku.
14 marca 1998 roku król Hassan II mianował go ministrem rolnictwa i rybołówstwa, rozwoju rolnego, gospodarki wodnej i leśnictwa, stanowisko to pełnił do września 2000 roku.
7 listopada 2002 roku król Muhammad VI mianował go ministrem edukacji narodowej, przekształconym następnie w ministra edukacji narodowej, kształcenia zawodowego, szkolnictwa wyższego i badań naukowych. Stanowisko to pełnił do 7 listopada 2007 roku.
16 stycznia 2017 roku został wybrany na przewodniczącego Izby Reprezentantów. W marcu 2017 został przewodniczącym Arab Inter-Parliamentary Union.
W marcu 2019 został wybrany przewodniczącym Organizacji Współpracy Islamskiej. 12 kwietnia 2019 został ponownie wybrany przewodniczącym Izby Reprezentantów.
Jako przewodniczący obiecał m.in. utworzenie telewizyjnego kanału transmitującego obrady parlamentu.

## Odznaczenia
- Order Tronu III klasy[2]
- Medal Zasługi Gospodarczej, przyznawany przez Luso-Arab Institute for Cooperation[2]
- Order Narodowy Legii Honorowej (1998) IV klasy[4]

## Publikacje
Habib el Malki jest także autorem badań i prac naukowych:
- Le financement du développement économique au Maroc (1960-1977) : problèmes et perspectives, Casablanca, Éditions maghrébines, 1973
- L'économie marocaine : bilan d'une décennie (1970-1980), Paris, CNRS Éditions, 1982
- Le Tiers-monde dans la crise : quelles issues?, Casablanca, Éditions maghrébines, 1983
- Au-delà des chiffres, quel développement?, Casablanca, Éditions maghrébines, 1983
- Le Maghreb économique, entre le possible et le réalisable, dans Le Grand Maghreb : données socio-politiques et facteurs d'intégration des États du Maghreb, Paris, Economica, coll. Politique comparée, 1988
- La Méditerranée en question, conflits et interdépendances: Colloque du 07 au 09 décembre 1989, Paris, CNRS Éditions, 1991
- Dimensions économique et socio-culturelle de la Constitution, dans Trente années de vie constitutionnelle au Maroc, Paris, Librairie générale de droit et de jurisprudence, 1993
- Les chantiers de l'avenir : entretiens, Casablanca, Éditions Eddif, 1999
- La Méditerranée face à la mondialisation: les constances de l’identité, Casablanca, Éditions Toubkal, coll. Connaissance économique, 2000